# فرد فیشبک
فرد فیشبک (انگلیسی: Fred Fishback؛ ‏ ۱۸ ژانویهٔ ۱۸۹۴ – ۶ ژانویهٔ ۱۹۲۵) کارگردان فیلم، بازیگر، فیلم‌نامه‌نویس و تهیه‌کننده اهل ایالات متحده آمریکا بود.
از فیلم‌هایی که وی در آن نقش داشته‌است، می‌توان به خانم‌ها وارد می‌شوند، آقای جسور، رنج‌های عشق، گاز خنده و عشق جریحه‌دارشده تیلی اشاره کرد.